# Yann Genty
Yann Genty (n. 26 decembrie 1981, Enghien-les-Bains⁠(d), Île-de-France, Franța) este un handbalist ce a reprezentat Franța, medaliat olimpic. A participat la o ediție a Jocurilor Olimpice (2020) în care a câștigat o medalie de aur.

## Participări
Lista de mai jos prezintă principalele competiții la care a participat Yann Genty de-a lungul carierei.
- Handbal la Jocurile Olimpice de vară din 2021 – Turneul masculin[3]